# نور زوقش
نور محمود رجب زوقش (ولدت في 1 سبتمبر 1999)، والمعروفة باسم نور زوقش، هي لاعبة كرة قدم أردنية تلعب في مركز مدافعة لصالح نادي شباب الأردن في الدوري الأردني للسيدات، كما تمثل منتخب الأردن للسيدات.

## روابط خارجية
- نور زوقش – سجل منافسات الفيفا
- نور زوقش  على سكروي. Retrieved 24 June 2020.